# Citroën GS Birotor
La Citroën GS Birotor (type GZ) est une version luxueuse de la Citroën GS, qui a la particularité d'être équipée d'un moteur Wankel birotor : le « moteur Comotor », commun à la NSU Ro 80. La GS Birotor est un modèle à part entière, puisque sa mécanique est inédite, sa carrosserie est spécifique avec notamment des ailes « bombées », et elle dispose d'un intérieur luxueux spécifique à cette version, parmi d'autres spécificités. Première voiture de série française équipée d'un Wankel, elle n'a plus grand-chose en commun avec les autres GS. Malheureusement, cette auto est née en plein choc pétrolier, ce qui la condamnera. Elle sera produite à seulement 846 exemplaires.

## Présentation

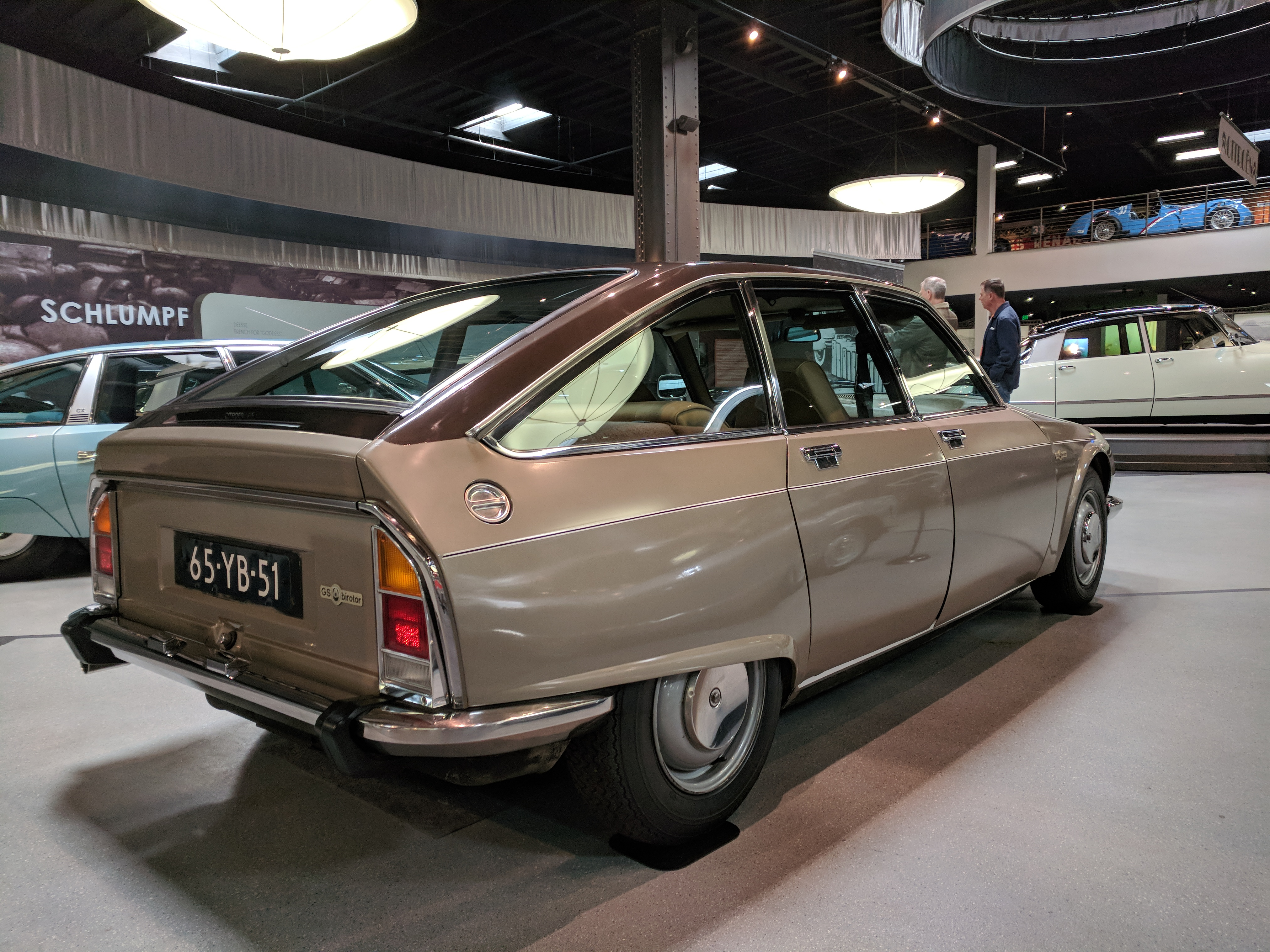
GS Birotor au musée de l'Automobile Mullin (Oxnard, Californie)

Le bureau d'études Citroën envisage la variante GZ dès le cahier des charges d'avril 1968, bien qu'elle soit finalement commercialisée après la GS à moteur 4-cylindres à plat, de type GX.
À partir de l'automne 1973, la GS est une des rares voitures à être ainsi équipée du « moteur Comotor » qui est un moteur à piston rotatif. Sa version Birotor (pour deux rotors, 107 ch DIN, 175 km/h, successeur de la Citroën M35), est produite pendant une très courte période, à seulement 846 exemplaires : sa fiabilité, avec l'usure prématurée des segments d'étanchéité du rotor et surtout l'énorme consommation (entre 12 et 20 litres aux 100 km), à l'époque du choc pétrolier, stoppent sa commercialisation un an après sa sortie. Elle possède entre autres particularités un réservoir de carburant de plus grande contenance (56 litres au lieu de 43), et son soubassement lui est spécifique.
Une peinture deux tons (sur certains modèles), des ailes élargies pour abriter des pneus de 165 × 14 et un train avant totalement différent, qui préfigure celui de la CX, au lieu des 145 × 15 des autres GS, distinguent la GS Birotor des autres GS et un tableau de bord spécifique avec cadrans ronds qui sera repris sur les séries X et X2 avant le nouveau tableau de bord de 1977.

## Technique

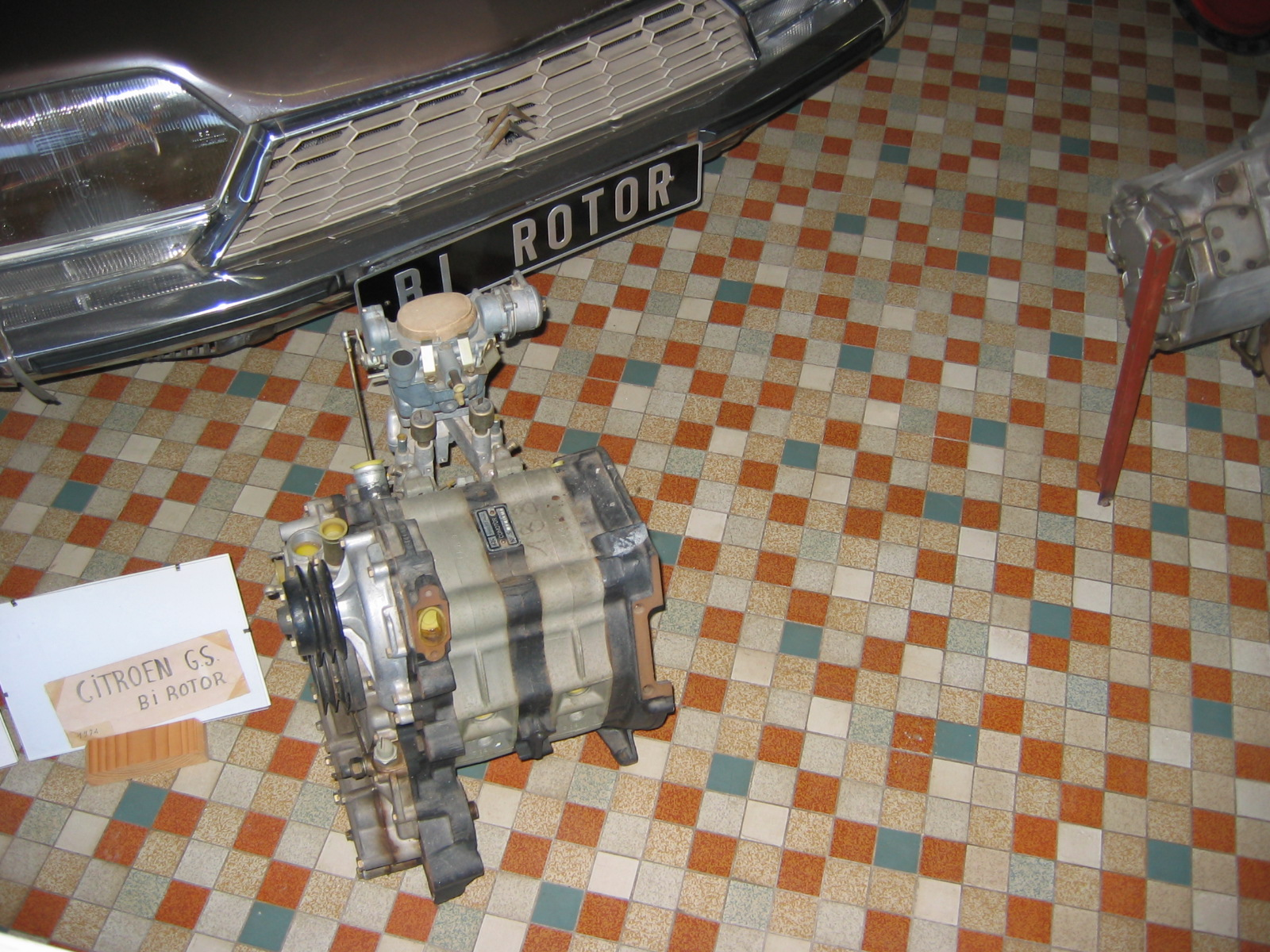
« Moteur Comotor » de la GS Birotor. On notera la petite taille du bloc.

Le « moteur Comotor » (birotor) est produit par la société du même nom : Comotor, une entreprise commune entre le français Citroën et l'Allemand NSU, qui en dotera sa Ro 80 dans une version 626 (ce même moteur trouvera place sur la moto Van Veen OCR 1000). Ce moteur ne se vidange pas, il est lubrifié à travers le carburateur et l'huile se consume doucement au fil des utilisations. Il est doté d'une pompe à air pour achever la combustion des gaz dans le pot d'échappement (système dit de « post-combustion actif en 2e »). L'absence de pièces en mouvement alternatif permet au moteur de tourner très vite, à tel point qu'une alerte sonore prévient le conducteur en cas de sur-régime (un système qui existera plus tard sur les Mazda RX).
La Birotor sera produite à un peu moins de 850 exemplaires entre 1973 et 1975. Devant les problèmes de fiabilité, Citroën décide, en 1975, de récupérer tous les exemplaires pour les détruire, en offrant une CX en remplacement. Une cinquantaine d'exemplaires ont toutefois réussi à échapper à leur sort.

## Moteur

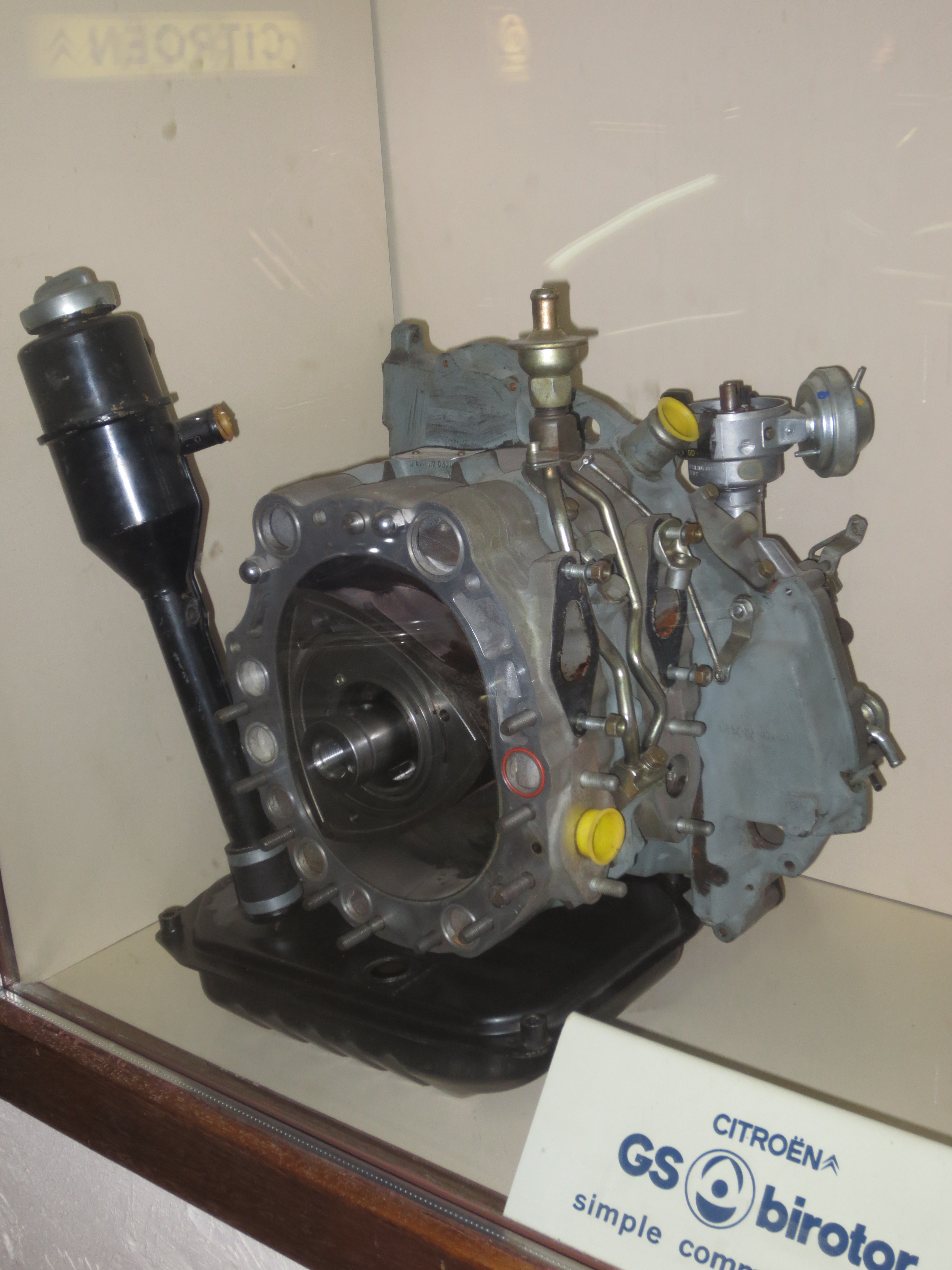

| Type moteur             | 624 |
| ----------------------- | --- |
| Cylindrée               | 995 cm3 (2 x 497,5 cm3) |
| Cylindres               | Deux rotors en triangle curviligne dans deux chambres épitrochoïdales (équivalent en régularité cyclique à six cylindres alternatifs) |
| Soupapes                | Aucune |
| Arbre à cames           | Aucun |
| Excentricité            | 14 mm |
| Largeur d'un rotor      | 67 mm |
| Rapport volumétrique    | 9 : 1 |
| Puissance maxi          | 107 ch DIN à 6 500 tr/min |
| Couple maxi             | 14 mkg à 3 000 tr/min |
| Type de carburant       | RON 97 |
| Carburation             | Carburateur SOLEX 32 DDITS à 2 corps jumelés, chaque corps alimente une trochoïde                                                     |
| Position                | Transversal à l'avant du véhicule |
| Kilomètre départ arrêté | 34,1 secondes |
| 0 à 100 km/h            | 14 s |
| Vitesse maxi            | 175 km/h |
| Consommation            | 12,8 L/100 |